# دي إي سي ستيشن

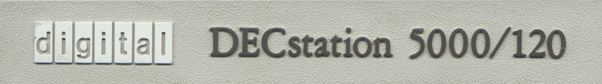
ميدالية تعريف الطراز لدي إي سي ستيشن 5000 الطراز 120

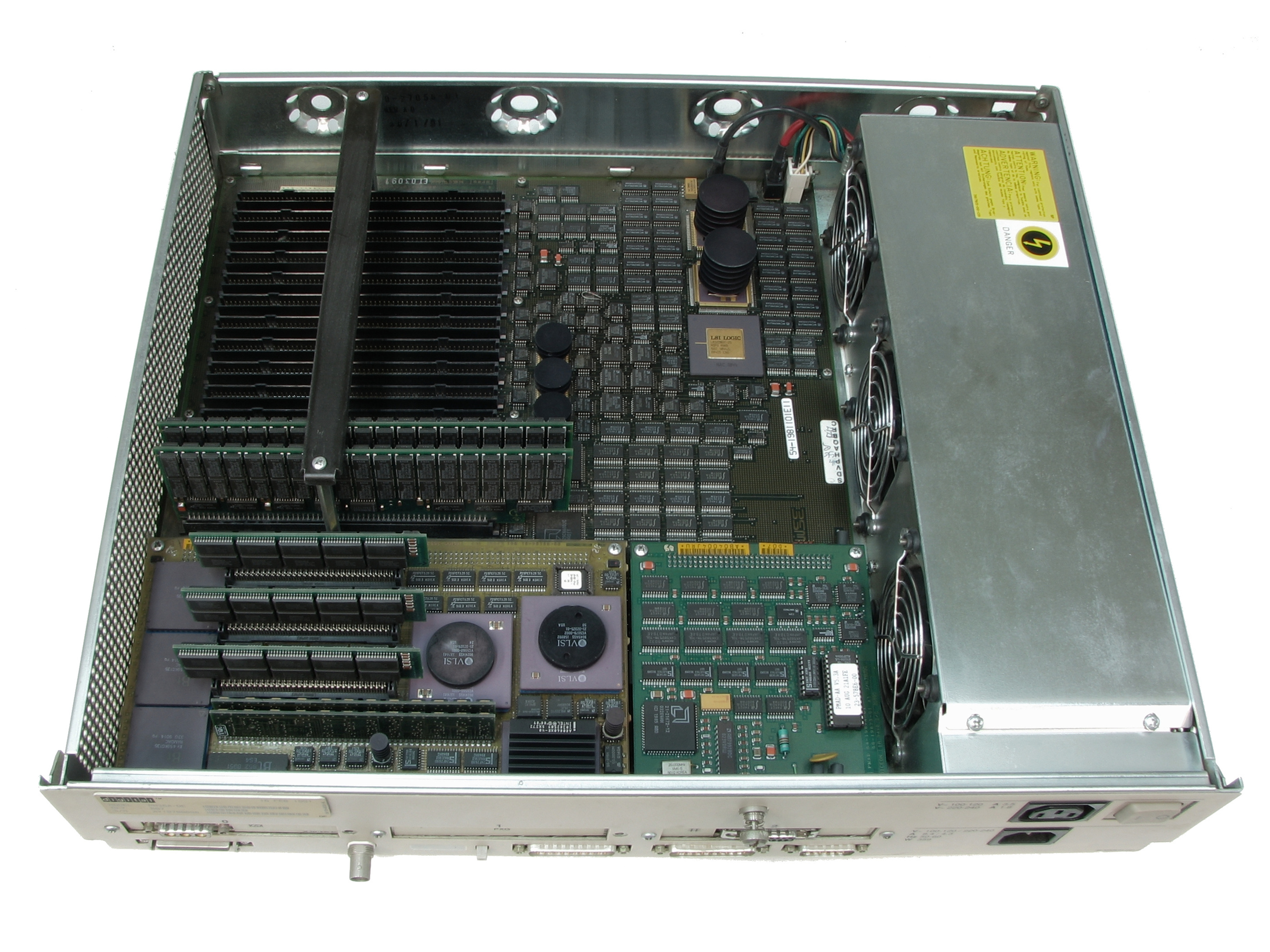
دي إي سي ستيشن 5000 الطراز 200 مع إزالة الغطاء العلوي

دي إي سي ستيشن كانت علامة تجارية لأجهزة الكمبيوتر التي استخدمتها شركة دي إس سي، وتشير إلى ثلاثة خطوط مميزة من أنظمة الكمبيوتر—الأول صدر في عام 1978 كنظام معالجة الكلمات، والأخير (المعروف على نطاق واسع) تم إصدار كليهما في عام 1989. وتضمنت هذه المجموعة مجموعة من محطات عمل الكمبيوتر المستندة إلى بنية ميبس ومجموعة من الأجهزة المتوافقة مع أجهزة الكمبيوتر الشخصية. كانت محطات العمل المعتمدة على ميبس تعمل بنظام أولتريكس، وهو إصدار خاص بـدي إي سي من يونكس، وإصدارات مبكرة من أو إس إف/1 ‏.

## دي إي سي ستيشن 78
كان أول خط من أنظمة الكمبيوتر التي أعطيت اسم دي إي سي ستيشن عبارة عن أنظمة معالجة الكلمات المستندة إلى بي دي بي-8 ‏. كانت هذه الأنظمة، المدمجة في محطة في تي 52 ‏، تُعرف أيضًا باسم في تي 78.

## محطات عمل دي إي سي ستيشن ريسك

### التاريخ
بدأ الخط الثاني (والذي لا علاقة له على الإطلاق) من محطات دي إي سي ستيشنs مع دي إي سي ستيشن 3100، الذي تم إصداره في 11 يناير 1989. كانت محطة دي إي سي ستيشن 3100 أول جهاز متوفر تجاريًا يعتمد على ريسك تم تصنيعه بواسطة دي إي سي.
كان هذا الخط من محطات دي إي سي ثمرة مشروع تطوير متقدم تم تنفيذه في منشأة دي إي سي في بالو ألتو هاميلتون أفينيو. كان المشروع معروفًا باسم مشروع بي ماكس، وكان تركيزه منصبًا على إنتاج مجموعة من أنظمة الكمبيوتر ذات الاقتصاد والأداء للتنافس مع أمثال صن ميكروسيستمز وغيرها من منصات يونكس المستندة إلى ريسك في ذلك الوقت. كانت هذه الأنظمة من بنات أفكار جيمس بيلماير ‏، وماريو باجليارو، وأرماندو ستيتنر، ‏ وجوزيف دينوتشي، وكانت عائلة الأنظمة تستخدم أيضًا بنية تعتمد على ريسك حقًا عند مقارنتها بأنظمة سي آي إس سي ڤاكس الأثقل والأكثر تعقيدًا أو بنية برزم التي كانت لا تزال قيد التطوير في ذلك الوقت. في ذلك الوقت، كانت شركة دي إي سي معروفة بشكل أساسي بأنظمة سي آي إس سي بما في ذلك خطوط بي دي بي-11 ‏ وڤاكس الناجحة.
تم أخذ عدة معماريات بعين الاعتبار من إنتل وموتورولا وغيرهما، لكن المجموعة اختارت بسرعة خط ميبس من المعالجات الدقيقة. دعمت معالجات ميبس (المبكرة) كل من الوضعين الكبير والصغير (تم تكوينهما أثناء إعادة تعيين الأجهزة). تم اختيار وضع ليتل-إنديان لمطابقة ترتيب البايتات في الأنظمة المستندة إلى ڤاكس والعدد المتزايد من أجهزة الكمبيوتر الشخصية وأجهزة الكمبيوتر المستندة إلى إنتل.
على النقيض من معماريات ڤاكس و دي إي سي ألفا اللاحقة، تم تصميم وبناء دي إي سي ستيشن 3100 وعائلتها خصيصًا لتشغيل نظام يونكس، أولتريكس، ولم يتم إطلاق أي إصدار من نظام التشغيل في إم إس لمحطات دي إي سي. كانت إحدى القضايا التي تمت مناقشتها في بداية المشروع هي ما إذا كان دي إي سي قادرًا على الاستمرار والنمو والتنافس مع الهندسة المعمارية التي لم يخترعها أو يمتلكها (يديرها). وبما أن المؤيدين الأساسيين غادروا الشركة في وقت لاحق، فقد تم إغلاق خط إنتاج أجهزة الكمبيوتر المستندة إلى ميبس لصالح أجهزة الكمبيوتر المستندة إلى ألفا، وهي بنية اخترعتها شركة دي إي سي وامتلكتها، والتي تنحدر من أعمال تطوير برزم.
كانت الجيل الأول من أنظمة دي إي سي ألفا التي تم تسويقها تجاريًا، وهي سلسلة دي إي سي 3000 إيه إكس بي ‏، مشابهة في بعض النواحي لمحطات دي إي سي المستندة إلى ميبس المعاصرة، والتي تم بيعها جنبًا إلى جنب مع أنظمة ألفا مع التخلص التدريجي من خط دي إي سي ستيشن. كلاهما يستخدم ناقل التوسعة قناة توربو ‏ لبطاقات الفيديو والشبكة، فضلاً عن بيعهما مع نفس وحدات خيار قناة توربو، والفئران، والشاشات، ولوحات المفاتيح.
تم إلغاء محطات دي إي سي اللاحقة التي كان من المقرر أن تعتمد على آر 6000 المستندة إلى إي سي إل في 14 أغسطس 1990 بعد فشل شركة تقنية التكامل ثنائي القطب ‏ في توفير كميات كافية من المعالج الدقيق، والذي كان من الصعب تصنيعه. تم تخفيض عائدات آر 6000 بشكل أكبر حيث تطلبت دي إي سي استمرار توفر وضع النهاية الصغيرة المستخدم منذ البداية.
تم استخدام محطات دي إي سي المعتمدة على ميبس كأول نظام مستهدف ومنصة تطوير لنواة ماخ، بالإضافة إلى التطوير المبكر لنظام التشغيل ويندوز إن تي. في الآونة الأخيرة، تم نقل العديد من أنظمة التشغيل المجانية مثل نت بي إس دي ولينكس /ميبس إلى محطات دي إي سي المستندة إلى ميبس، مما أدى إلى إطالة عمرها الإنتاجي من خلال توفير نظام تشغيل حديث.
خططت شركة دي إي سي في الأصل لتقديم أو إس إف/1 كمنتج يونكس المختار، بدءًا من الإصدار 1.0 في مارس 1992 والذي وعد بتقديم العديد من التحسينات على أولتريكس، وإن كان مع بعض العيوب التي كان من المفترض إصلاحها في الإصدار 2.0 المقرر إصداره في صيف ذلك العام. ومع ذلك، خلال فترة من عدم اليقين الاستراتيجي بعد بضعة أسابيع فقط في عام 1992، بدا أن شركة دي إي سي تتخلى عن خططها لتوفير أو إس إف/1 رسميًا على محطات دي إي سي المستندة إلى ميبس، وبدلاً من ذلك أعادت التأكيد على أولتريكس لهذه النماذج بينما كانت تنوي تقديم أو إس إف/1 لخطوط منتجات الشركة المستندة إلى ألفا الوشيكة. في هذا الوقت، تم ذكر أن طرازات دي إي سي ستيشن 2100 و3100 و3100 إس و5000/120 و5000/125 و5000/200 قادرة على تشغيل أو إس إف/1، إلى جانب طرازات نظام دي إي سي ‏ معينة.
أدى عدم رضا المستخدمين عن القرار، والذي كان مدفوعًا بعدم اليقين بشأن مستقبل محطات دي إي سي المستندة إلى ميبس وأولتريكس، إلى مراجعة استراتيجية الشركة، حيث وعدت دي إي سي "بإصدار جودة إنتاج أو إس إف/1" مع دعم جميع محطات العمل والخوادم المستندة إلى يونكس الخاصة بالشركة. في أعقاب "مجموعة المطورين المتقدمين" - وهي النسخة التي تقدم الدعم لنماذج معينة فقط - كان الهدف هو إنتاج "إصدار للمستخدم النهائي" من أو إس إف/1 خلال عام 1993 للنماذج المستندة إلى آر 2000 وآر 3000 وآر 4000، مع توفير التوافق مع أو إس إف/1 على ألفا. وبالإضافة إلى هذه الخطط، ستواصل شركة دي إي سي أيضًا دعم أولتريكس على أنظمتها المستندة إلى آر 4000. تم إلقاء اللوم في الارتباك الاستراتيجي على صراعات القوة داخل دي إي سي، حيث تم إسناد القرار المتخذ بالتخلي عن المزيد من عمل أو إس إف/1 على محطات دي إي سي إلى أحد المديرين التنفيذيين الذي سيطر على مجموعة محطات عمل يونكس، وبالتالي تسبب في "ضجة داخلية بقدر ما فعلت ضجة خارجية". أعلنت شركة دي إي سي لاحقًا عن جدول تفصيلي لإصدارات أولتريكس وأو إس إف/1 والتي من شأنها تقديم إصدار 1.2 على أجهزة ميبس آر 3000 وآر 4000 في صيف عام 1993، مما يؤدي إلى إصدارات 2.0 متزامنة لأجهزة ميبس وألفا في شتاء عام 1993.
في نهاية عام 1992، تراجعت ثقة ممثلي الشركة مجددًا بشأن إمكانية توفير أو إس إف/1 على أجهزة دي إي سي ستيشن، حيث كان الإصدار المتوقع في النصف الأول من عام 1993 "معلقًا" ومهددًا بالإلغاء إذا لم يُبدِ موردو البرامج اهتمامًا كافيًا. داخليًا، تمكنت مجموعة تسويق دي إي سي ستيشن من إقناع مجموعة استراتيجية المنتجات في دي إي سي بأن خسارة المبيعات الناتجة عن عدم توفير أو إس إف/1 على الأجهزة ستتجاوز تكاليف البحث والتطوير اللازمة لتوفيره، إلا أن تخفيضات الإنفاق على مستوى الشركة هددت مثل هذه المشاريع. وأكدت المؤشرات اللاحقة من شركة دي إي سي، دون مزيد من التفصيل، إلغاء المنتج إلى جانب تزايد حالة عدم اليقين بشأن المزيد من ترقيات الأجهزة لمجموعة دي إي سي ستيشن بما يتجاوز المنتجات المخطط لها القائمة على R4400. قبل وقت قصير من إصدار أنظمة دي إي سي ألفا، تم الانتهاء من نقل أو إس إف ‏ إلى محطة دي إي سي،[بحاجة لمصدر] لكن لم يُطرح تجاريًا. ولأن الاستراتيجية المعلنة سابقًا قد "فشلت"، أفادت التقارير أن ممثلي شركة دي إي سي أبلغوا عملاء أولتريكس بضرورة البدء بالتخطيط للانتقال إلى محطات عمل ألفا التي تعمل بنظام أو إس إف/1 في عام 1993، مما أدى إلى تقويض ثقة العملاء في كلٍّ من خط دي إي سي ستيشن وأولتريكس، ولكنه أثار أيضًا مخاوف أكثر جدية بشأن استراتيجية الشركة الأوسع نطاقًا تجاه يونكس.
في نهاية عام 1992، أصبح ممثلو الشركة مرة أخرى أقل يقينًا بشأن احتمالات تقديم أو إس إف/1 على نطاق دي إي سي ستيشن، حيث كان الإصدار المتوقع في النصف الأول من عام 1993 "غير مؤكد" ومهددًا بالإلغاء إذا لم يكن هناك اهتمام كافٍ من بائعي البرامج. على المستوى الداخلي، تمكنت مجموعة التسويق لمحطة دي إي سي من إقناع مجموعة استراتيجية المنتج في دي إي سي بأن الخسارة في المبيعات نتيجة الفشل في تقديم أو إس إف/1 على الأجهزة سوف تتجاوز تكاليف البحث والتطوير المتضمنة في جعلها متاحة، ولكن تخفيضات الإنفاق على مستوى الشركة هددت مثل هذه المشاريع. وأكدت المؤشرات اللاحقة من شركة دي إي سي، دون مزيد من التفصيل، إلغاء المنتج إلى جانب تزايد حالة عدم اليقين بشأن المزيد من ترقيات الأجهزة لمجموعة دي إي سي ستيشن بما يتجاوز المنتجات المخطط لها القائمة على آر 4400. قبل وقت قصير من إصدار أنظمة دي إي سي ألفا، تم الانتهاء من نقل أو إس إف/1 ‏ إلى محطة دي إي سي،[بحاجة لمصدر] ولكن لم يتم إصداره تجاريا. وبما أن الاستراتيجية التي تم الإعلان عنها سابقًا قد "فشلت"، فقد ورد أن ممثلي شركة دي إي سي "أبلغوا عملاء أولتريكس أنه يتعين عليهم البدء في التخطيط للانتقال إلى محطات عمل ألفا التي تعمل بنظام أو إس إف/1 في عام 1993"، الأمر الذي كان له تأثير في تقويض ثقة العملاء في كل من خط دي إي سي ستيشن وفي أولتريكس، ولكنه أثار أيضًا مخاوف أكثر خطورة بشأن استراتيجية الشركة الأوسع نطاقًا تجاه يونكس.
يحاكي مشروع جي إكسيمول ‏ العديد من نماذج دي إي سي ستيشن هذه.

### النماذج
تم إطلاق دي إي سي ستيشن 3100 الأصلية المعتمدة على ميبس، تليها محطة 2100 بتكلفة أقل. تم الزعم بأن دي إي سي ستيشن 3100 كانت أسرع محطة عمل يونكس في العالم في ذلك الوقت. عندما تم طرحه في الأسواق كان أسرع بثلاث مرات تقريبًا من ڤاكس ستيشن 3100 ‏ الذي تم طرحه في نفس الوقت تقريبًا. تمت تسمية تكوينات الخادم لنماذج دي إي سي ستيشن، الموزعة بدون إطار مؤقت أو مسرع رسوميات، والتي تعتمد على قناة توربو ومسرى كيو، باسم "نظام دي إي سي ‏" ولكن لا ينبغي الخلط بينها وبين بعض أجهزة بي دي بي-10 ‏ التي تحمل نفس الاسم.
كانت النماذج المبكرة من محطة دي إي سي عبارة عن أنظمة متكاملة بشكل كبير مع قدرة ضئيلة على التوسع ولا تمتلك حتى حافلات التوسع. وقد تم تحسين أنظمة دي إي سي ستيشن 5000، التي تم تقديمها لاحقًا، من خلال توفير الاتصال عبر قناة توربو، وذلك من خلال سد النقص في قدرات التوسعة. كما أن أنظمة دي إي سي ستيشن 5000 متوافقة أيضًا مع إيه آر سي (الحوسبة المتقدمة ريسك). ركزت أحدث طرازات دي إي سي ستيشن على زيادة تكامل المكونات من خلال استخدام المزيد من إيه إس آي سي إس المخصصة لتقليل عدد المكونات المنفصلة. بدأ هذا مع دي إي سي ستيشن 5000 موديل 240، الذي استبدل المكونات المنفصلة بإيه إس آي سي إس دارة متكاملة وانتهى بالنموذج الأخير، دي إي سي ستيشن 5000 موديل 260، الذي استخدم إيه إس آي سي في إل إس آي واحد لمعظم منطق التحكم.
كانت أنظمة دي إي سي ستيشن 5000 المُعبأة تُضاف إليها أحيانًا حرفان أو ثلاثة حروف. تشير هذه الحروف إلى خيارات الرسومات المُتاحة في النظام.

#### محطة دي إي سي ستيشن 3100 ومحطة دي إي سي ستيشن 2100

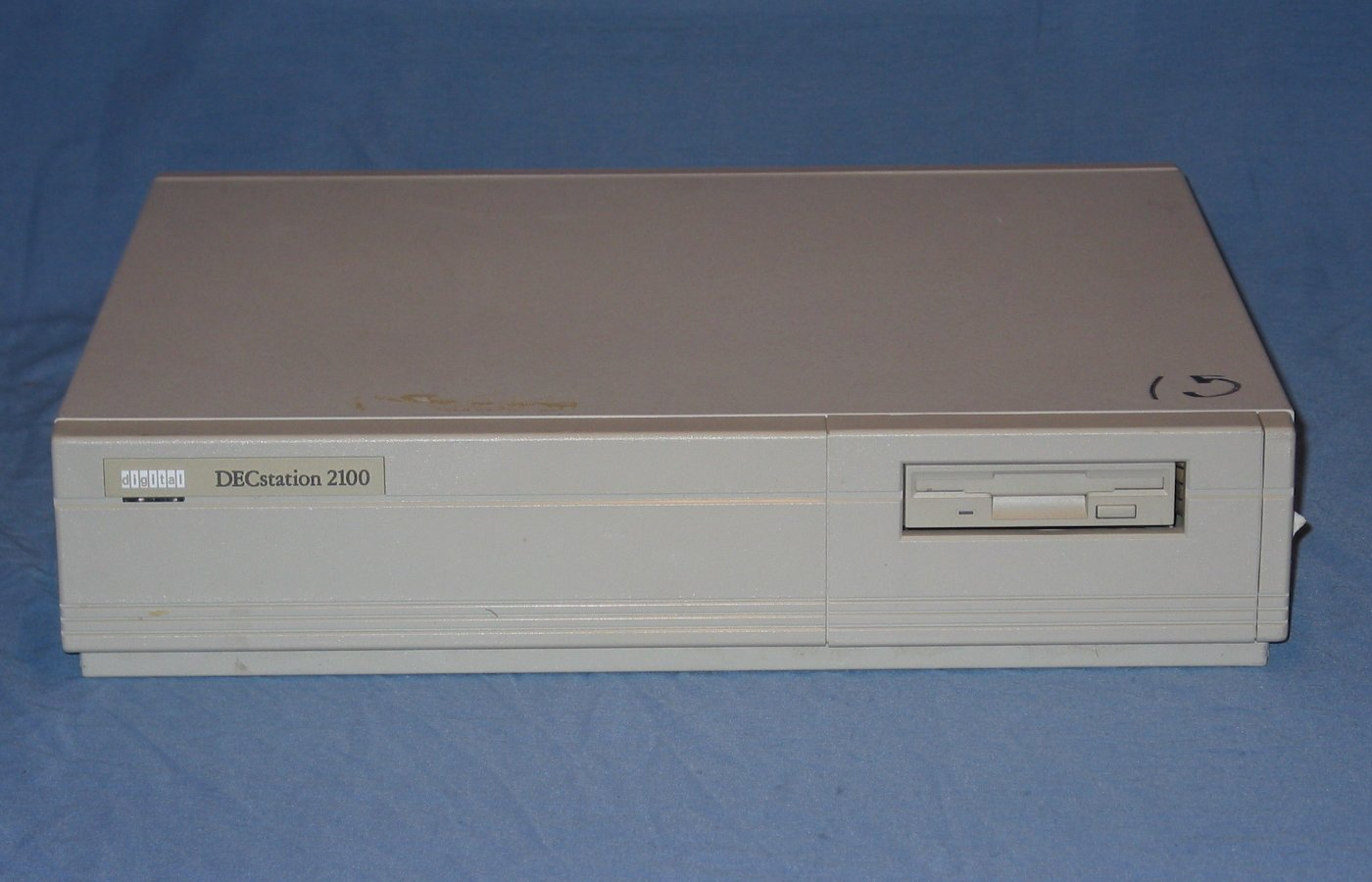
دي إي سي ستيشن 2100

| النموذج والاسم الرمزي | المعالج                                | ميجا هرتز                      | تم تقديمه     | تم سحبه |
| --------------------- | -------------------------------------- | ------------------------------ | ------------- | ------- |
| 3100 "بي ماكس"        | مجموعة شرائح آر 2000 وآر 2010 وآر 2020 | 16.67 ميجا هرتز (60 نانوثانية) | 11 يناير 1989 | ؟       |
| 2100 "بي إم آي إن"    | مجموعة شرائح آر 2000 وآر 2010 وآر 2020 | 12.50 ميجا هرتز (80 نانوثانية) | 11 يوليو 1989 | ؟       |

##### المعالج
تستخدم محطة دي إي سي ستيشن 3100 و2100 معالج آر 2000 ‏ ومعالج مساعد ذو نقطة عائمة آر 2010 وأربعة مخازن كتابة آر 2020. يستخدم آر 2000 محرك أقراص خارجي 64 كيلوبايت ذاكرة تخزين مؤقتة للتعليمات المرسومة مباشرة و64 ذاكرة تخزين مؤقتة للبيانات يتم كتابتها مباشرة عبر قاعدة البيانات بحجم خط ذاكرة تخزين مؤقت يبلغ أربعة بايتات. تم تنفيذ أربعة آر 2020 لمخزن مؤقت للكتابة بأربع مراحل لتحسين الأداء من خلال السماح لـ آر 2000 بالكتابة في ذاكرة التخزين المؤقت للبيانات التي يتم كتابتها دون توقف.
يمكن تكوين المعالج الدقيق آر 2000 للعمل إما في وضع الطرف الكبير أو الطرف الصغير. في عائلة دي إي سي ستيشن، تم اتخاذ القرار بتشغيل ليتل-إنديان للحفاظ على التوافق مع كل من عائلة ڤاكس والعدد المتزايد من أجهزة الكمبيوتر الشخصية المستندة إلى إنتل.

##### الذاكرة
يحتوي نظام الذاكرة في دي إي سي ستيشن 3100 و2100 على كل من ذاكرة النظام المستندة إلى دي آر إيه إم وإطارات التخزين المؤقتة المستندة إلى ذاكرة الوصول العشوائي للفيديو ‏. كمية ذاكرة النظام المدعومة تتراوح من 4 إلى 24 ميجابايت، منظمة في ستة بنوك ذاكرة مادية. تحتوي هذه الأنظمة على 12 فتحة إس آي إم إم ‏ تستخدم 2 وحدات ذاكرة إس آي إم إم بحجم ميجابايت، حيث تحتوي كل وحدة إس آي إم إم على 1،048،576 كلمة × 18 بت من ذاكرة دي آر إيه إم. يتم تثبيت إس آي إم إمs في أزواج (بزيادات قدرها 4 (ميجابايت) ونظام الذاكرة محمي بتكافؤ البايت. يتم تنفيذ إطار العمل أحادي اللون باستخدام 256 كيلوبايت في إف بي 01 إس آي إم إم وإطار الألوان، 1 ميجابايت في إف بي 02 إس آي إم إم. إذا لم يكن أحد وحدات إس آي إم إم الخاصة بمخزن الإطارات المؤقت موجودًا، فلا يمكن استخدام مخزن الإطارات المؤقت. تم تصنيف فتحات إس آي إم إم لـ 25 دورة إزالة وإدخال، حيث يعتبر خمسة منها هو الحد الموصى به.

##### الرسومات
تم توفير القدرة الرسومية من خلال وحدتي تخزين الإطارات، وحدة تخزين الإطارات أحادية اللون ووحدة تخزين الإطارات الملونة. يدعم إطار المخزن المؤقت أحادي اللون ألوان 1 بت ودقة 1024 × 864 بكسل، بينما يدعم إطار المخزن المؤقت الملون ألوان 8 بت ونفس دقة إطار المخزن المؤقت أحادي اللون. يستخدم كلا الإطارين المخزنين رامداك بروكتري بي تي 478 مع ثلاث خرائط ألوان مكونة من 256 إدخالاً و8 بت. يتم إنشاء مؤشر الأجهزة بواسطة دي إس 503 بي سي سي (شريحة المؤشر القابلة للبرمجة)، والتي يمكنها توفير مؤشر ألوان 2 بت ودقة 16 × 16 بكسل. يحتوي إطار اللون على قناع كتابة مكون من 8 بت، يُعرف أيضًا باسم "قناع المستوى"، ويُستخدم لتحديد وحدات البكسل التي يجب تحديثها. لا يستخدم أي من إطارات التخزين المؤقتة كل الذاكرة التي توفرها وحدة إطار التخزين المؤقت، حيث يتم تنظيمها على هيئة 1024 × 1024 بكسل، وبالتالي يتم استخدام 864 بكسل فقط من الأعلى للعرض. يمكن استخدام المساحات غير المستخدمة من ذاكرة الإطار المؤقت لتخزين الهياكل الرسومية مثل الخطوط، على الرغم من أن هذا كان يعتبر أنه "لا يوفر أي ميزة أداء على الذاكرة الرئيسية"، وفي سياق خادم X الذي تم تنفيذه بواسطة ديجيتال، كان من شأنه أن يعقد إدارة الذاكرة المعنية. لا يتم حماية مخازن الإطارات ضد التكافؤ، على عكس بقية ذاكرة النظام. يتم استخدام موصل DB15 الذكر للفيديو. يستخدم الموصل إشارات متوافقة مع آر إس 343 إيه/آر إس 170.

##### إيثرنت وإس سي إس آي
تحتوي محطات دي إي سي هذه على شبكة إيثرنت مدمجة بسرعة 10 ميجابت/ثانية يتم توفيرها من خلال إيه إم دي 7990 إل إيه إن سي إيه (وحدة تحكم الشبكة المحلية لشبكة إيثرنت) وإيه إم دي 7992 إس آي إيه (محول واجهة تسلسلي)، والذي ينفذ الواجهة، موصل كابل إيثرنت سلك رفيع من بي إن سي. 32768 كلمة × 16 بت (64 يتم توفير مخزن شبكة (KB) تم إنشاؤه من إس آر إيه إم لتحسين الأداء. توفر ذاكرة القراءة فقط (ROM) الخاصة بعنوان محطة إيثرنت ذات 32 كلمة و8 بت (ESAR) عنوان ماك. يتم تثبيته في مقبس ديب وهو قابل للإزالة.
الخمسة يتم توفير واجهة إس سي إس آي أحادية النهاية بسرعة ميجابايت/ثانية من خلال مجموعة بوابة ‏ دي إس 7061 إس آي آي بدقة 64 كيلو بايت في 16 بت (128 بت) يتم استخدام مخزن إس سي إس آي لتحسين الأداء. تتصل واجهة إس سي إس آي بفتحات محرك الأقراص الداخلية 3.5 ومنفذ خارجي (موصل ذكر HONDA68) ليتم توصيله بصناديق توسيع محرك الأقراص.

##### أخرى
تحتوي هذه الأنظمة على أربعة خطوط تسلسلية غير متزامنة يتم توفيرها بواسطة مجموعة بوابة دي إس 7085. من بين الخطوط التسلسلية الأربعة، يحتوي الخط الثالث فقط على إشارات التحكم بالمودم المطلوبة لدعم المودم. يتم توفير موصل إم إم جيه مكون من 4 دبابيس لخط لوحة المفاتيح، وموصل DIN مكون من 7 دبابيس لخط الماوس، وموصلي إم إم جيه مكونين من 6 دبابيس لخطوط الطابعة والمودم. ساعة الوقت الحقيقي هي موتورولا إم سي 146818، والتي تحتوي أيضًا على 50 بايت من ذاكرة الوصول العشوائي (RAM) لتخزين معلومات تكوين وحدة التحكم، و256 بايت من ذاكرة الوصول العشوائي (RAM) لتخزين معلومات تكوين وحدة التحكم. يتم توفير كيلو بايت من ذاكرة القراءة فقط لتخزين برنامج التمهيد والاختبار الذاتي بواسطة محركي أقراص 128 أقراص ذاكرة القراءة فقط (KB ROM) في مقابس ديب.

##### حاوية
يتطابق هيكل نظامي دي إي سي ستيشن 3100 و2100 مع هيكل ڤاكس ستيشن 3100، حيث يستخدمان وحدة نظام متطابقة ميكانيكيًا. يتسع الهيكل لمحركي أقراص مقاس 3.5 بوصة، مثبتين على صواني فوق وحدة النظام. تقع وحدة النظام على يسار الهيكل، بينما يقع مصدر الطاقة، الذي يشغل ربع مساحة الهيكل، على يساره.

#### سلسلة دي إي سي ستيشن الشخصية 5000
سلسلة الشخصية دي إي سي ستيشن 5000 هي محطات عمل للمبتدئين، وتحمل الاسم الرمزي "ماكسين". تستخدم محطة الشخصية دي إي سي ستيشن علبة سطح مكتب منخفضة الارتفاع، تحتوي على مصدر طاقة على اليسار وحاملين لمحركين ثابتين، أو محرك ثابت واحد ومحرك أقراص مرن واحد، في المقدمة. كان منطق النظام موجودًا على لوحتين للدوائر المطبوعة، وحدة النظام الأساسية، والتي تحتوي على غالبية المنطق، ووحدة وحدة المعالجة المركزية، والتي تحتوي على المعالج.
بدأت الأسعار الأولية لهذه النماذج من سلسلة 5000 عند 3995 دولارًا أمريكيًا لجهاز 5000/20 بدون قرص مع 8 ميجا بايت من ذاكرة الوصول العشوائي وشاشة بقياس 17 بوصة بدرجات الرمادي.
| النموذج    | المعالج                           | ميجا هرتز | تم تقديمه     | متوقف         |
| ---------- | --------------------------------- | --------- | ------------- | ------------- |
| الموديل 20 | مجموعة شرائح آر 3000 إيه وآر 3010 | 20        |               | 28 يناير 1994 |
| الموديل 25 | مجموعة شرائح آر 3000 إيه وآر 3010 | 25        |               | 28 يناير 1994 |
| الموديل 33 | مجموعة شرائح آر 3000 إيه وآر 3010 | 33        | 22 يونيو 1992 | 28 يناير 1994 |
| الموديل 50 | آر 4000                           | 100       |               | 28 يناير 1994 |

##### وحدة المعالجة المركزية
كان هناك ثلاثة نماذج لوحدة المعالجة المركزية، والتي تحتوي على نظام فرعي لوحدة المعالجة المركزية. يحتوي النموذج الأول على مجموعة شرائح مكونة من 20 أو 25 أو 33 وحدة المعالجة المركزية آر 3000 إيه بسرعة ميجا هرتز ووحدة النقطة العائمة آر 3010 مصحوبة بـ 64 ذاكرة التخزين المؤقت لتعليمات كيلوبايت و 64 ذاكرة تخزين مؤقتة للبيانات. يتم تعيين كلا المخزنين المؤقتين بشكل مباشر ويحتويان على خط مخزن مؤقت مكون من 4 بايت. يتم الكتابة من خلال ذاكرة التخزين المؤقت للبيانات. تعمل جميع المكونات الموجودة في وحدة المعالجة المركزية بنفس تردد الساعة مثل آر 300 إيه.
تتوفر أيضًا رقاقة سي بي يو سي تي إل إيه إس آي سي، ووظيفتها توفير الربط والتخزين المؤقت بين وحدة المعالجة المركزية الأسرع ووحدة النظام الأبطأ بتردد 12.5 ميجاهرتز. كما تُنفّذ رقاقة سي بي يو سي تي إل إيه إس آي سي قناة توربو بتردد 12.5 ميجاهرتز تعمل كوصلة بين النظامين.
النموذج الثاني هو نسخة منقحة من الوحدة الأولى بحجم 20 أو 25 ميجا هرتز آر 3000 إيه وآر 3010 التي تستخدم التغليف البلاستيكي، في حين أن الطراز السابق يستخدم التغليف السيراميكي. يحتوي النموذج الثالث على معالج دقيق آر 4000 ‏ مع تعليمات داخلية وذاكرة تخزين مؤقتة للبيانات بالإضافة إلى 1 ذاكرة تخزين مؤقتة ثانوية بحجم ميجا بايت.

##### الذاكرة
تحتوي هذه الأنظمة على 8 ميجا بايت من الذاكرة المدمجة وأربع فتحات إس آي إم إم يمكن استخدامها لتوسيع حجم الذاكرة بمقدار 32 ميجا بايت، بإجمالي 40 ميجا بايت من الذاكرة. تقبل فتحات إس آي إم إم هذه 2 و 8 ميجابايت إس آي إم إمs في أزواج. يجب أن تكون جميع وحدات إس آي إم إم في النظام بنفس الحجم. يبلغ عرض ناقل الذاكرة 40 بت، مع استخدام 32 بت للبيانات وأربعة بتات لتكافؤ البايت. تتحكم وحدة التحكم في الذاكرة إيه إس آي سي في الذاكرة وتتواصل مع نظام وحدة المعالجة المركزية عبر ناقل قناة توربو.

##### التوسع
يتم توفير التوسعة من خلال فتحتين قناة توربو، كل منهما تحتوي على 64 ميجابايت من مساحة العنوان الفعلية.

##### الرسومات
تتميز محطة دي إي سي ستيشن الشخصية بإطار ألوان مدمج بدقة 8 بت قادر على دقة 1024 × 768 بمعدل تحديث 72 هرتز. يتكون الإطار المؤقت من 1 يتم تنظيم ميجا بايت من ذاكرة الوصول العشوائي للفيديو على هيئة 262،144 كلمة مكونة من 32 بت، وتحتوي كل كلمة مكونة من 32 بت على أربع بكسلات مكونة من 8 بت. يستخدم مخزن الإطار رامداك من نوع إنموس آي إم إس جي 332 ‏ مع جدول بحث ألوان مكون من 256 إدخالاً و24 بتًا، والذي يختار 256 لونًا للعرض من بين لوحة ألوان مكونة من 16،777،216 لونًا. يتم التعامل مع إطار المخزن المؤقت باعتباره جزءًا من نظام الذاكرة الفرعي.

##### نظام الإدخال/الإخراج الفرعي
يوفر نظام الإدخال/الإخراج للنظام ناقل إس سي إس آي أحادي النهاية مكون من 8 بت، 10 ميجابت في الثانية إيثرنت، خط تسلسلي، ناقل سطح المكتب التسلسلي والصوت التناظري. يتم توفير إس سي إس آي بواسطة إن سي آر 53 سي 94 ‏ إيه إس سي (وحدة تحكم إس سي إس آي المتقدمة). يتم توفير إيثرنت بواسطة إيه إم دي إيه إم 7990 إل إيه إن سي إيه (وحدة تحكم الشبكة المحلية لـ إيثرنت) وإيه إم دي إيه إم 7992 إس آي إيه (محول الواجهة التسلسلية) الذي ينفذ واجهة واجهة وحدة المرفقات. يتم توفير منفذ تسلسلي واحد قادر على نقل ما بين 50 إلى 19200 بود مع إمكانية التحكم الكامل في المودم بواسطة زيلوج زد 85 سي 30 إس سي سي (وحدة التحكم في الاتصالات التسلسلية). يتم توفير دعم الصوت التناظري وآي إس دي إن من خلال إيه إم دي 79 سي 30 إيه دي إس سي (وحدة التحكم الرقمية للمشتركين). ترتبط هذه الأجهزة بآي أو سي تي إل إيه إس آي سي عبر ناقلين 8 بت أو ناقل واحد 16 بت. تقوم إيه إس آي سي بربط النظام الفرعي بشبكة قناة توربو.

#### دي إي سي ستيشن 5000 الطراز 100 السلسلة
| النموذج     | المعالج                           | ميجا هرتز | تم تقديمه | متوقف |
| ----------- | --------------------------------- | --------- | --------- | ----- |
| الموديل 120 | مجموعة شرائح آر 3000 إيه وآر 3010 | 20        | ؟         | ؟     |
| الموديل 125 | مجموعة شرائح آر 3000 إيه وآر 3010 | 25        | ؟         | ؟     |
| الموديل 133 | مجموعة شرائح آر 3000 إيه وآر 3010 | 33        | ؟         | ؟     |
| الموديل 150 | آر 4000                           | 100       | ؟         | ؟     |

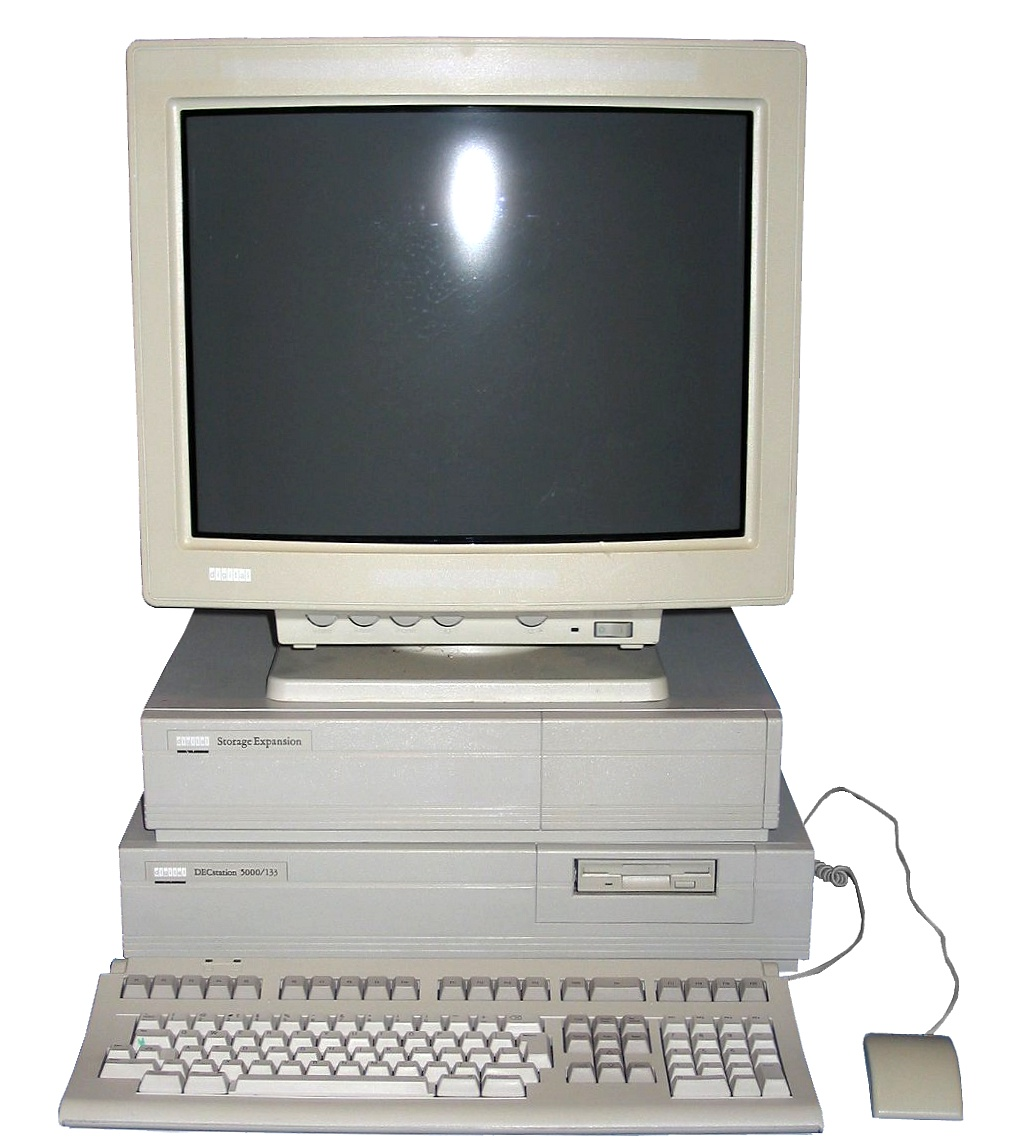
محطة عمل دي إي سي ستيشن 5000 133

سلسلة دي إي سي ستيشن 5000 طراز 100، واسمها الرمزي "3MIN"، هي محطات عمل متوسطة الأداء. استخدمت الطرز الأولى منها مجموعة شرائح تتكون من معالج آر 3000 إيه ومعالج آر 3010 على بطاقة فرعية مقاس 3 × 5 بوصات تُوصل بموصل في وحدة النظام. يستبدل الطراز 150 الطرازين آر 3000 إيه وآر 3010 بمعالج آر 4000 واحد مزود بوحدة نقطة عائمة (إف بي يو) مدمجة. يحتوي الطرازان 120 و125 على ذاكرتي تخزين مؤقت خارجيتين، ذاكرة تخزين مؤقت للتعليمات سعة 64 كيلوبايت وذاكرة تخزين مؤقت للبيانات سعة 64 كيلوبايت. يحتوي الطراز 133 على ذاكرة تخزين مؤقت للتعليمات سعة 128 كيلوبايت.
تدعم هذه الأنظمة ذاكرة من 16 إلى 128 ميجابايت من خلال 16 فتحة إس آي إم إم تقبل بطاقات إس آي إم إم بسعة 2 أو 8 ميجابايت. لا يمكن استخدام سوى نوع واحد من إس آي إم إم، ولا يمكن دمج بطاقات إس آي إم إم بسعة 2 و8 ميجابايت في نفس النظام. بطاقة إس آي إم إم بسعة 2 ميجابايت مطابقة لبطاقة إس آي إم إم المستخدمة في دي إي سي ستيشن 2100 و3100، مما يسمح بالترقيات من هذه الأنظمة القديمة إلى سلسلة الطراز 100 لإعادة استخدام الذاكرة القديمة.
يتم توفير ثلاث فتحات خيار قناة توربو. تقدم سلسلة الطراز 100 وحدة تحكم الإدخال/الإخراج إيه إس آي سي (المعروفة لاحقًا باسم آي أو سي تي إل إيه إس آي سي)، والتي تربط ناقلي الإدخال/الإخراج 8 بت بقناة قناة توربو بتردد 12.5 ميجاهرتز.

#### دي إي سي ستيشن 5000 الطراز 200 سلسلة
سلسلة دي إي سي ستيشن 200 هي محطات عمل متطورة. كانت تكوينات الخادم الخاصة بجهاز دي إي سي ستيشن 500 الطراز 200 و240 و260 تُعرف باسم جهاز نظام دي إي سي 5000 الطراز 200 و240 و260 على التوالي. تحتوي هذه الأنظمة فقط على وحدة وحدة المعالجة المركزية ووحدة النظام ومصدر الطاقة الموجود على الجانب الأيسر من العلبة. ليس لديهم أي قدرة تخزين داخلية. تم تصميم محركات الأقراص ليتم تثبيتها في حاويات خارجية ذات محرك واحد أو أكثر. تم توصيل هذه المرفقات بالنظام عبر موصل إس سي إس آي الموجود في الجزء الخلفي من النظام. وبدلاً من ذلك، كان من المفترض أن يتم توفير التخزين بواسطة خادم ملفات ‏ يتم الوصول إليه عبر شبكة.
| النموذج والاسم الرمزي | المعالج                  | ميجا هرتز | قدَّم          | متوقف              |
| --------------------- | ------------------------ | --------- | ------------ | ------------------ |
| الموديل 200 "3ماكس"   | شريحة آر 3000 ‏ و آر 3010 | 25        | 3 أبريل 1990 | ؟                  |
| الموديل 240 "3ماكس+"  | آر 3400                  | 40        | ؟            | لا قبل سبتمبر 1994 |
| الموديل 260 "3ماكس+"  | آر 4400                  | 120       | ؟            | ؟                  |

##### نظام فرعي لوحدة المعالجة المركزية
كان لكل عضو من سلسلة الطراز 200 نظام فرعي فريد من نوعه لوحدة المعالجة المركزية. يقع نظام وحدة المعالجة المركزية للطراز 200 على وحدة نظام KN02 ويحتوي على مجموعة شرائح مكونة من وحدة المعالجة المركزية آر 3000 ‏ ووحدة النقطة العائمة آر 3010 ووحدة المعالجة المركزية آر 3220 ميجابايت (مخزن مؤقت للكتابة/الذاكرة مكون من ست مراحل). كما أن الجزء الخارجي من النظام الفرعي هو المعالج 64 ذاكرة التخزين المؤقت لتعليمات قاعدة المعارف و64 ذاكرة تخزين مؤقتة للبيانات قابلة للكتابة عبر قاعدة المعارف. على النقيض من ذلك، يقع نظام وحدة المعالجة المركزية الفرعي للطراز 240 على بطاقة فرعية، وهي وحدة وحدة المعالجة المركزية، ولا يستخدم مجموعة شرائح معالج، بل يحتوي على شريحة واحدة 40 ميجا هرتز آر 3400 بدلا من ذلك. يدمج آر 3400 وحدة المعالجة المركزية آر 3000 إيه ووحدة إف بي يو آر 3010 في قالب واحد وحزمة واحدة. المعالج الخارجي 64 ذاكرة التخزين المؤقت لتعليمات قاعدة المعارف و64 تم توصيل ذاكرة التخزين المؤقت لبيانات كيلوبايت بجهاز آر 3400 بواسطة كابل 40 ناقل ميجا هرتز يعمل أيضًا كمسار بيانات إلى ميجابايت إيه إس آي سي. يقع نظام وحدة المعالجة المركزية الفرعي للطراز 260 أيضًا على بطاقة فرعية لوحدة وحدة المعالجة المركزية، ولكنه يتميز بـ 120 ميجا هرتز (60 (ميجا هرتز خارجي) آر 4000 ‏ مع ذاكرة تخزين مؤقتة داخلية للتعليمات والبيانات وذاكرة تخزين مؤقتة ثانوية خارجية. يعد نظام وحدة المعالجة المركزية الفرعي للطراز 260 فريدًا من نوعه في سلسلة الطراز 200 لأنه يحتوي على برنامج ذاكرة القراءة فقط للتمهيد، على عكس الأعضاء الآخرين، الذين يوجد برنامج ذاكرة القراءة فقط للتمهيد الخاص بهم في وحدة النظام. يرجع هذا الاختلاف إلى أن آر 4000 يتطلب برامج ثابتة مختلفة لا يمكن استبدالها عند ترقية الطراز 240 إلى الطراز 260.
أثرت الاختلافات في توفير نظام وحدة المعالجة المركزية على تصميم ترقيات وحدة المعالجة المركزية لسلسلة محطات دي إي سي ستيشن. أُعلن عن ترقيات "سناب-إن" التي توفر وحدة المعالجة المركزية آر 4000، المصممة كوحدات وحدة معالجة مركزية بديلة، لجميع محطات دي إي سي ستيشن الحالية عام 1992. ومع ذلك، تطلبت ترقية وحدة المعالجة المركزية للطراز 200 استبدال اللوحة الأم.

##### نظام فرعي للذاكرة
تحتوي سلسلة الطراز 200 على 15 فتحة إس آي إم إم تقع على وحدة النظام والتي يمكنها استيعاب من 8 إلى 480 ميجا بايت من الذاكرة. وحدات مصفوفة ذاكرة خاصة مكونة من 128 سنًا (إس آي إم إمs) بسعات 8 ميجا بايت (39 1 رقائق دي آر إيه إم بسعة 32 ميجابت أو 32 ميجا بايت (39 4 يتم استخدام شرائح دي آر إيه إم بسعة (Mbit). يجب أن تكون جميع وحدات إس آي إم إم المثبتة في النظام بنفس الحجم. إذا 8 يتم استخدام وحدات ميجابايت إس آي إم إم، وقد يحتوي النظام على 8 إلى 120 ميجا بايت من الذاكرة. إذا 32 يتم استخدام وحدات ميجابايت إس آي إم إم، وقد يحتوي النظام على 32 إلى 480 ميجا بايت من الذاكرة. يعمل نظام الذاكرة الفرعي بسرعة 25 يبلغ عرضه 32 بتًا ليتناسب مع طول الكلمة الأصلية لجهاز آر 3000. يتم حماية نظام الذاكرة بواسطة مخطط ECC مع سبعة بتات من الفحص لكل معاملة مكونة من 32 بت.
تُربط وحدات الذاكرة إس آي إم إم ثنائي الاتجاه بطريقة الترتيب المنخفض، حيث تُعامل عناوين الذاكرة الزوجية والفردية كبنوك ذاكرة منفصلة. يُضاعف ربط نظام الذاكرة الفرعي عرض النطاق الترددي لنظام ذاكرة فرعي غير متشابك يستخدم نفس وحدات ذاكرة الوصول العشوائي الديناميكية (دي آر إيه إم)، مما يسمح لسلسلة الطراز 200 بتحقيق عرض نطاق ترددي أقصى فعال يبلغ 100 ميجابايت/ثانية.
اختياري 1 يمكن تثبيت وحدة ميجابايت ذاكرة الوصول العشوائي المستدامة التي توفر ذاكرة تخزين مؤقتة للقرص لتحسين الأداء في إحدى فتحات إس آي إم إم (الفتحة 14، فتحة إس آي إم إم الأقرب إلى الحافة الأمامية لوحدة النظام). تستخدم الوحدة بطارية لمنع فقدان البيانات في حالة انقطاع التيار الكهربائي. تكون الوحدة مفيدة فقط عند تثبيت برنامج اختياري.
يستخدم النموذج 200 مكونات منفصلة لتنفيذ منطق نظام الذاكرة الفرعي. في النموذج 240، تم استبدال هذه المكونات المنفصلة بثلاثة إيه إس آي سي إس، وهي ميجابايت إيه إس آي سي، وإم تي إيه إس آي سي، وإم إس إيه إس آي سي. تعمل إيه إس آي سي ميجابايت (ذاكرة التخزين المؤقت) كواجهة بين 40 مجال وحدة المعالجة المركزية ميجا هرتز و 25 مجال وحدة النظام ميجا هرتز. يتم توصيله بـ إم تي إيه إس آي سي، الذي يعمل بمثابة وحدة تحكم في الذاكرة. يوفر إم تي إيه إس آي سي التحكم في الذاكرة وتحديثها، ويتعامل مع ذاكرة دي إم إيه والمعاملات، والتحقق من إي سي سي. توفر إيه إس آي سي إم إس (ذاكرة ستروب) 15 مجموعة من خطوط التحكم في الذاكرة وتوجه إشارات التحكم في الذاكرة من إيه إس آي سي إم تي إلى إس آي إم إم الوجهة. يحل إم إس إيه إس آي سي محل 16 مكونًا منفصلًا مستخدمًا في الطراز 200 ويولد أيضًا 25 إشارة ساعة النظام ميجا هرتز، لتحل محل ثلاثة مكونات منفصلة أخرى مستخدمة في الطراز 200.

##### التوسع
تستخدم سلسلة الطراز 200 وصلة قناة توربو للتوسعة وتحتوي جميع الطرازات على ثلاث فتحات خيار قناة توربو. يوفر الطراز 200 4 ميجا بايت من مساحة العنوان الفعلية لكل خيار قناة توربو، بينما يوفر الطرازان 240 و260 8 ميجا بايت. يتم ضبط قناة توربو في الطرازين 240 و260 على 25 ميجا هرتز. في الطرازين 240 و260، ينفذ إم تي إيه إس آي سي تقنية قناة توربو ويعمل كجهاز تحكم.

##### نظام الإدخال/الإخراج الفرعي
يختلف نظام الإدخال/الإخراج الخاص بالطراز 200 بشكل كبير عن نظام الإدخال/الإخراج الخاص بالطرازين 240 و260. في الطراز 200، يتم توفير إمكانيات إيثرنت وإس سي إس آي من خلال وحدتي خيار قناة توربو المتكاملتين، بي إم إيه دي-إيه إيه لـ إيثرنت وبي إم إيه زد-إيه إيه لـ إس سي إس آي. يستخدم بي إم إيه دي-إيه إيه وحدة تحكم الشبكة المحلية لـ إيثرنت من إيه إم دي 7990 إل إيه إن سي إيه، والتي توفر إيثرنت 10بي إيه إس إي-تي. يتم تنفيذ الواجهة بواسطة إيه إم دي 7992 إس آي إيه (محول واجهة تسلسلي) وموصل سلك رفيع من بي إن سي. يتم توفير ناقل إس سي إس آي أحادي النهاية ذو 8 بتات بواسطة إن سي آر 53 سي 94 إيه إس سي (وحدة تحكم إس سي إس آي المتقدمة). تحتوي كل من وحدات الخيار المتكاملة على 128 كيلو بايت من ذاكرة إس آر إيه إم تعمل كل منها كمخزن مؤقت لتحسين الأداء. كما يتم توفير أربعة خطوط تسلسلية للوحة المفاتيح، والماوس، ومنفذ الاتصالات، والطابعة. يتم تنفيذ هذه الخطوط بواسطة اثنين من دي إس 7085 إس. تتميز أيضًا بساعة دالاس لأشباه الموصلات دي إس1287 في الوقت الفعلي مع 50 بايت من ذاكرة الوصول العشوائي المستدامة، بالإضافة إلى 256 حزام تمهيد نظام كيلوبايت وذاكرة القراءة فقط التشخيصية في المقبس.
على النقيض من ذلك، يعتمد نظام الإدخال/الإخراج الخاص بالطرازين 240 و260 على وحدة تحكم الإدخال/الإخراج إيه إس آي سي التي تعمل كجسر بين قناة توربو وحافلتي الإدخال/الإخراج اللتين تنفذهما. يتم توصيل أجهزة الإدخال/الإخراج مثل جهازي التحكم في الاتصالات التسلسلية زيلوج زد 85 سي 30، وجهاز إن سي آر 53 سي 94 إيه إس سي، وإيه إم دي 7990 إل إيه إن سي إيه، وساعة الوقت الحقيقي دالاس لأشباه الموصلات دي إس1287، وذاكرة القراءة فقط النظام بحافلات الإدخال/الإخراج. لم يتم تقديم إيه إس آي سي للتحكم في الإدخال/الإخراج بواسطة الطراز 240، فقد ظهر لأول مرة في سلسلة الطراز 100، ولكن إيه إس آي سي المستخدمة في الطراز 240 تختلف من خلال كونها أعلى سرعة بمقدار الضعف، عند 25 ميجا هرتز بدلاً من 12.5 ميجا هرتز. سيتم استخدام نظام الإدخال/الإخراج الخاص بالنموذج 240 لاحقًا في دي إي سي 3000 إيه إكس بي في شكل معدّل.

### الرسومات
يمكن لأنظمة دي إي سي ستيشن ذات فتحات قناة توربو استخدام إطارات مؤقتة تعتمد على قناة توربو، ومسرعات رسوميات ثنائية الأبعاد، ومسرعات رسوميات ثلاثية الأبعاد.

#### إطارات التخزين المؤقت
- وحدة رسومات إطار اللون سي إكس، طراز بي إم إيه جي-بي إيه.[31] كانت قادرة على عرض ألوان 8 بت بدقة 1024 × 864.
- وحدة الرسومات الذكية إتش إكس "وحدة الرسومات الإطارية الذكية"، موديلات بي إم إيه جي بي-بي إيه/بي سي/بي إي.[31] إتش إكس عبارة عن إطار مؤقت مزود بـ إيه إس آي سي مخصص مع إمكانيات تسريع ثنائية الأبعاد محدودة ولكنها سريعة جدًا.[32]
- وحدة الرسومات الإطارية أحادية اللون إم إكس، طراز بي إم إيه جي-إيه إيه.[31] تتمتع شاشة إم إكس بالقدرة على عرض ألوان 1 بت بدقة 1280 × 1024 مع معدل تحديث 72 هرتز.
- تي إكس "وحدة الرسومات ذات الإطار الملون الحقيقي "، الطرازان بي إم إيه جي-جيه إيه وبي إم إيه جي بي-جيه إيه.[31] كان كلا النموذجين قادرين على عرض ألوان 24 بت بدقة 1280 × 1024. يختلف الطرازان فقط في معدل التحديث، حيث كان لدى بي إم إيه جي-جيه إيه معدل تحديث 66 معدل التحديث هرتز وبي إم إيه جي بي-جيه إيه، 72 هرتز.

#### مسرعات الرسومات ثنائية الأبعاد
- بي إكس "مسرع الرسومات ثنائية الأبعاد". كان بي إكس يعتمد على بنية بيكسل ستامب، ولكن بدون محرك الهندسة، مما يعني أنه كان بإمكانه فقط تسريع الرسومات ثنائية الأبعاد. وقد تم استبداله بـ إتش إكس في مرحلة ما في معظم التطبيقات.

#### مسرعات الرسومات ثلاثية الأبعاد
وكانت هذه الخيارات:
- بي إكس جي، المعروف أيضًا باسم "مسرع الرسومات ثلاثية الأبعاد منخفض" أو "مسرع الرسومات ثلاثية الأبعاد متوسط" حسب التكوين[31]
- بي إكس جي+، المعروف أيضًا باسم "مسرع الرسومات لو 3 دي بلس" أو "مسرع الرسومات منتصف ثلاثي الأبعاد بلس" حسب التكوين[31]
- بي إكس جي توربو، المعروف أيضًا باسم "مسرع الرسومات ثلاثية الأبعاد عالي الدقة"[31]
- بي إكس جي توربو+، المعروف أيضًا باسم "مسرع الرسومات هاي ثري دي بلس"[31]

جميع إصدارات بي إكس جي قادرة على عرض ألوان 8 بت أو 24 بت، ودقة 1280 × 1024 ومعدل تحديث 66 أو 72 هرتز. يحتوي بي إكس جي أيضًا على مخزن مؤقت Z مكون من 8 بت أو 24 بت ومخزن مؤقتًا مزدوجًا. يمكن توسيع عمق اللون وعمق زد-بوفر عن طريق تثبيت وحدات Vإس آي إم إم إضافية أو وحدات زد-بوفر على الوحدة. تتمتع إصدارات بي إكس جي توربو بقدرة ألوان 24 بت ودقة 1280 × 1024 ومعدل تحديث 66 أو 72 هرتز. إنها تختلف من خلال توفير مخزن مؤقت 24 بت لتخزين خرائط البكسل خارج الشاشة بالإضافة إلى المخزن المؤقت Z 24 بت والمخزن المؤقت المزدوج.
نفذت مسرعات الرسومات ثلاثية الأبعاد هذه بنية بيكسل ستامب المملوكة لشركة ديجيتال، والتي تم اشتقاقها من مشروعين بحثيين، طائرات البكسل من جامعة نورث كارولينا وشاشة 8 × 8 من جامعة كارنيجي ميلون.
هندسة بيكسل ستامب عبارة عن خط أنابيب هندسي يتكون من محرك دي إم إيه ومحرك هندسي وبيكسل ستامب. يقوم محرك دي إم إيه بربط خط الأنابيب بالنظام عبر قناة توربو، ويستقبل الحزم من وحدة المعالجة المركزية ويرسلها إلى محرك الهندسة. يتكون محرك الهندسة من كمية من إس آر إيه إم ومعالج إنتل آي 860. يتم تخزين الحزم من محرك دي إم إيه في إس آر إيه إم، حيث تتم معالجتها بواسطة آي 860، الذي يكتب النتائج إلى فيفو.
يتكون بيكسل ستامب من شريحة واجهة إس تي آي سي (ستام شريحة الواجهة) إيه إس آي سي وواحدة أو اثنتين من شرائح إيه إس آي سي ستام. يقوم إس تي آي سي بجلب النتائج في فيفو ويمررها إلى إيه إس آي سي(s) ستام، الذي يقوم بإجراء تحويل المسح الضوئي وغيره من الوظائف الرسومية. بمجرد معالجة البيانات بواسطة إيه إس آي سي إس ستام، تتم كتابة النتيجة، التي تتكون من بيانات آر جي بي، في الإطار المؤقت المبني من Vإس آي إم إمs (إس آي إم إم مع ذاكرة الوصول العشوائي للفيديو) الموجودة على وحدة خيار مسرع الرسومات ليتم عرضها.
يمكن تجميع مسرعات الرسومات هذه في فئتين متميزتين، خيارات العرض المزدوج وخيارات العرض الثلاثي. بي إكس جي وبي إكس جي+ هما وحدات خيارية ذات عرض مزدوج لقناة توربو، وبي إكس جي توربو وبي إكس جي توربو+ هما وحدات خيارية ذات عرض ثلاثي لقناة توربو. النماذج التي تحتوي على "+" هي نماذج ذات أداء أعلى من النموذج الأساسي، مع 44 ميجا هرتز آي 860 بدلاً من 40 ميجا هرتز آي 860 وإس تي آي سي وستام إيه إس آي سي إس التي تعمل بترددات ساعة أعلى بنسبة 33%. تختلف الموديلات التي تحمل اللاحقة "توربو" من حيث وجود 256 كيلو بايت من ذاكرة الوصول العشوائي الساكنة (إس آر إيه إم) ووحدتي إيه إس آي سي من نوع ستام بدلاً من 128 كيلو بايت من ذاكرة إس آر إيه إم وبطاقة إيه إس آي سي واحدة من ستام. يمكن ترقية النماذج المعروفة باسم "مُسرِّع الرسومات ثلاثية الأبعاد" أو "مُسرّع الرسومات لو 3دي بلس" إلى "مُسرِّع الرسومات ثلاثية الأبعاد" أو "مُسرِّع الرسومات ميد 3 دي بلس" عن طريق تثبيت المزيد من وحدات Vإس آي إم إم ووحدات زد-بوفر.

### الوسائط المتعددة
اعتمادًا على طراز دي إي سي ستيشن، كانت بعض الأنظمة قادرة على إجراء مؤتمرات الفيديو، وإخراج الصوت عالي الجودة وإدخال الفيديو. تم تحقيق ذلك من خلال استخدام وحدات خيار قناة توربو والأجهزة الطرفية الخارجية. تم تحقيق إدخال الفيديو باستخدام خيار دي إي سي فيديو (المعروف أيضًا باسم بي آي بي (صورة داخل صورة) بث مباشر بالفيديو)، وهي لوحة فرعية يتم توصيلها بإطار تي إكس لتوفير إدخال معيار اللجنة الوطنية لنظام التلفزة وخط تناوب الطور واللون التعاقبي مع الذاكرة. عند استخدام هذا الخيار بالاشتراك مع كاميرا فيديو وميكروفون والبرنامج المطلوب، يمكن استخدام دي إي سي ستيشن لعقد مؤتمرات الفيديو.
تم توفير إمكانيات الصوت من خلال وحدة خيار دي إي كاوديو قناة توربو، والتي تحتوي على جهازين إيه إم دي 79C30 إيه دي إس سي (وحدة التحكم في المشترك الرقمي) و موتورولا 56001 معالج إشارة رقمية. تم استخدام بطاقتي إيه إم دي 79C30 إيه دي إس سي إس لإدخال وإخراج الصوت بجودة عالية، بينما تم استخدام موتورولا 56001 للصوت عالي الجودة. لم يتم استخدام دي إس بي في البداية، بسبب عدم اكتمال البرامج الثابتة، على الرغم من توفير الإمكانية لاحقًا في التحديث.[بحاجة لمصدر]
استخدم برنامج ديكسبين، الذي تم تقديمه لطرازات دي إي سي ستيشن 5000 والشخصية دي إي سي ستيشن 5000، بطاقات دي إي سي ميديا ودي إي سي فيديو ودي إي كاوديو لتوفير إمكانيات مؤتمرات الفيديو لما يصل إلى ستة مستخدمين عبر شبكة محلية، ومن خلال جهاز توجيه دي إي سيnet، عبر رابط اتصالات مخصص طويل المسافة. بدأ تسعير هذا البرنامج عند طرحه في عام 1992 عند 2995 دولارًا أمريكيًا لكل محطة عمل.

## أجهزة كمبيوتر دي إي سي ستيشن
وبشكل مربك، وبالتزامن مع إطلاق خط محطة العمل دي إي سي ستيشن، أعلنت شركة ديجيتال أيضًا عن مجموعة من أجهزة الكمبيوتر المتوافقة مع العلامة التجارية دي إي سي ستيشن والمزودة بمعالجات إنتل x86 التي تعمل بنظام التشغيل MS-DOS. تم التعرف عليها من خلال أرقام الطراز المكونة من ثلاثة أرقام؛ سلسلة دي إي سي ستيشن 2xx و 3xx و 4xx باستخدام معالجات إنتل 80286 و80386 و80486 على التوالي. لم يتم تصنيع هذه الحواسيب بواسطة شركة ديجيتال، بل بواسطة شركة تاندي في الولايات المتحدة وشركة Olivetti في أوروبا. في وقت التقديم، عرضت شركة ديجيتال برنامجًا للتبادل لأصحاب جهاز الكمبيوتر السابق x86، ولكن غير المتوافق مع أجهزة الكمبيوتر الشخصية، راينبو 100 ‏.
الأنظمة المعتمدة على 80286 هي:
- دي إي سي ستيشن 210
- دي إي سي ستيشن 220
- دي إي سي ستيشن 212
- دي إي سي ستيشن 212LP

الأنظمة المعتمدة على 80386 هي:
- دي إي سي ستيشن 316
- دي إي سي ستيشن 316+
- دي إي سي ستيشن 316sx
- دي إي سي ستيشن 320
- دي إي سي ستيشن 320+
- دي إي سي ستيشن 320sx
- دي إي سي ستيشن 325c
- دي إي سي ستيشن 333c

الأنظمة المعتمدة على 80486 هي:
- دي إي سي ستيشن 420sx
- دي إي سي ستيشن 425c
- دي إي سي ستيشن 433T
- دي إي سي ستيشن 433W
- دي إي سي ستيشن 450dx2

## وصلات خارجية
- نت بي إس دي لدي إي سي ستيشن
- صفحة لينكس/ميبس دي إي سي ستيشن
- صفحة ويب دي إي سي ستيشن 2100 / دي إي سي ستيشن 3100
- مواصفات نموذج دي إي سي ستيشن